# Porina terraereginae
Porina terraereginae är en lavart som beskrevs av P. M. McCarthy, Lücking & Vezda. Porina terraereginae ingår i släktet Porina och familjen Porinaceae.   Inga underarter finns listade i Catalogue of Life.